# Gymnasium Biel-Seeland

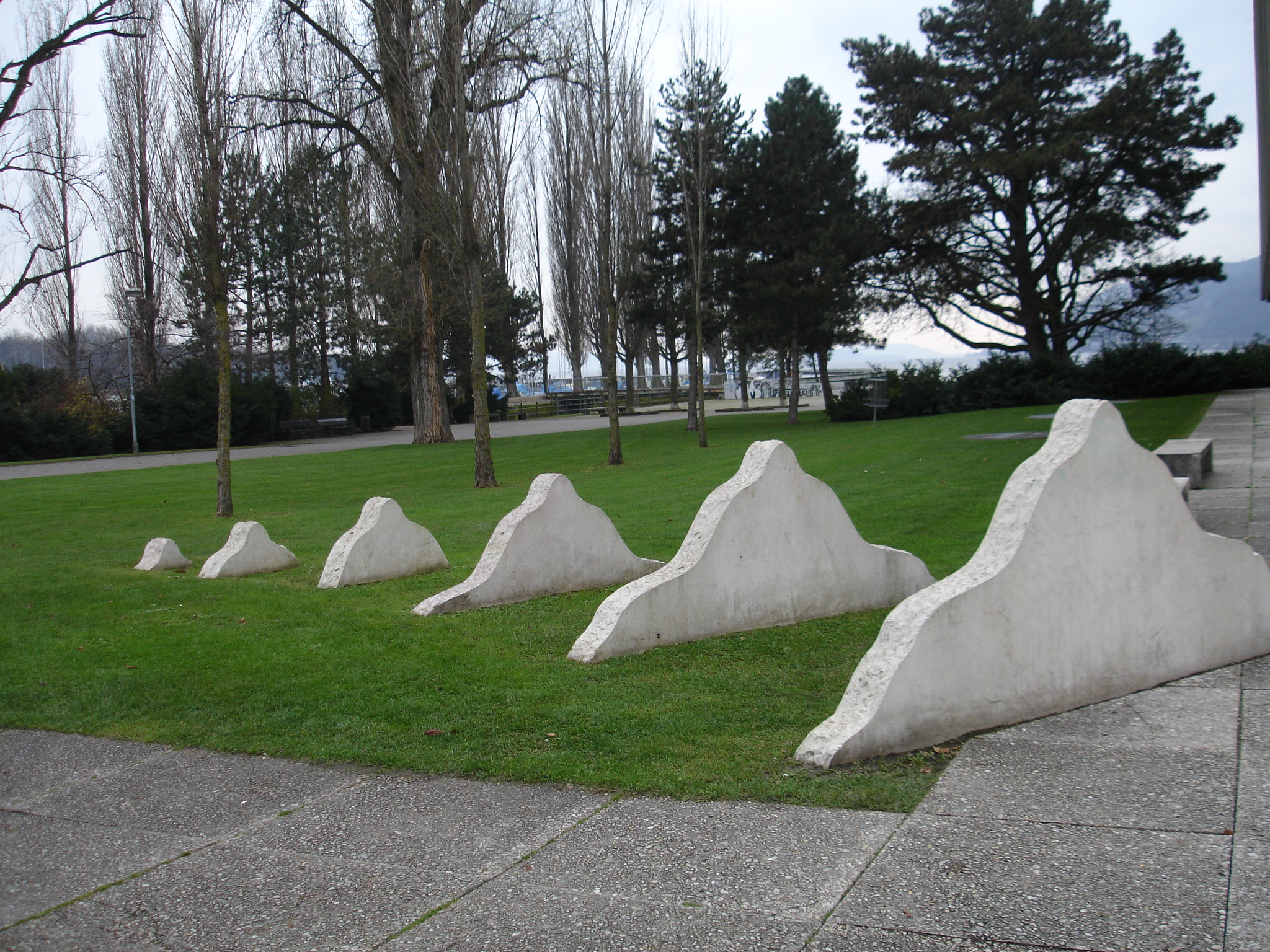
Installation Jura von Ueli Berger auf dem Pausenplatz des Deutschen Gymnasiums Biel

Das Gymnasium Biel-Seeland ist ein öffentliches, deutschsprachiges Gymnasium in der Stadt Biel im Kanton Bern, Schweiz. Es ist Partnerschule von Swiss Olympic und der Pädagogischen Hochschule Bern. Am Bielersee teilt es sich einen Gebäudekomplex mit dem französischsprachigen Gymnase de Bienne et du Jura bernois, mit welchem es auch eine gemeinsame zweisprachige Abteilung führt. Neben dem eigentlichen Gymnasium (Maturitätsschule) gehören auch eine Fachmittelschule (FMS) und eine Wirtschaftsmittelschule (WMS) zum Gymnasium Biel-Seeland.
Nach der letzten räumlichen Fusion mit der Alpenstrasse (dem ehemaligen Gymnasium Alpenstrasse) befinden sich nun fast alle Unterrichtsräume beim See (dem ehemaligen Seeland Gymnasium Biel, welches wiederum aus dem ehemaligen Deutschen Gymnasium Biel und dem Gymnasium Linde hervorgegangen ist).

## Standorte

### Standort See
Der überwiegende Teil des Unterrichts findet am Bieler Strandboden statt. Die Schulanlage befindet sich nahe dem Bielersee an der Schüssmündung. Im Gebäude ist auch das Gymnase de Bienne et du Jura Bernois angesiedelt, in dem französischsprechende Schüler aus dem Seeland und Teilen des Jura zur Schule gehen. Nur zwei der vier Gebäude sind einer der beiden Schulen ausschliesslich zugeordnet.

### Standort Seevorstadt
An der Seevorstadt finden sich die Lernbüros der Wirtschaftsmittelschule, Räume für das bildnerische Gestalten sowie ein Gymnastikraum, die von der Schule intensiv genutzt werden. Es handelt sich um die ehemalige Verkehrsschule.

### Standort Aarbergstrasse
Seit Sommer 2021 benutzt das Gymnasium Biel-Seeland Räumlichkeiten an der Aarbergstrasse. Zuvor war der Bieler Innocampus an diesem Standort.

### Standort Alpenstrasse
An der Alpenstrasse 50 in Biel wurde von 1910 bis 2016 gymnasialer Unterricht erteilt. Das Gymnasium Alpenstrasse war ein eigenständiges Gymnasium, das auch als Wirtschaftsgymnasium bezeichnet wurde. Auch die Wirtschaftsmittelschule hatte an der Alpenstrasse ihre Heimat.

### Standort Linde
Bis im Sommer 2012 benutzte das Gymnasium Biel-Seeland, zuerst als Gymnasium Linde und später als Seeland Gymnasium, den Standort Linde. Die Schulanlage befindet sich im Quartier Madretsch Süd direkt am Längholzwald und teilte sich den Gebäudekomplex mit der Fachmittelschule Biel und Teilen des Berufsvorbereitenden Schuljahres (BVS) in Biel.

## Ausbildungen

### Gymnasiale Maturität
Die Schüler, die das Maturitätszeugnis anstreben, bilden den grössten Teil des Gymnasiums Biel-Seeland. Der Maturitätsausweis garantiert den prüfungsfreien Zutritt zu den meisten universitären Studiengängen, und den pädagogischen Hochschulen.

### Kaufmännische Berufsmaturität (Wirtschaftsmittelschule)
Drei Jahre lernen die Schüler, was sie als Kaufleute später als Grundlage brauchen. Dann absolvieren sie ein einjähriges Praktikum in einem Betrieb und schliessen mit der Berufsmaturität und dem eidgenössischen Fähigkeitszeugnis ab. Sie haben damit Zugang zu weiterführenden Fachhochschulen.

### Fachmaturität
Die Fachmittelschule ist Teil des Gymnasiums Biel-Seeland. Sie führt zu den Fachmaturitäten der Berufsfelder Gesundheit, Soziale Arbeit und Pädagogik. Die Fachmaturität Pädagogik gibt prüfungsfreien Zugang zum Studiengang Vorschul- und Primarstufe der PHBern, deren Absolventen vom Kindergarten bis zur sechsten Klasse unterrichten können.

### Zweisprachige Maturität
Das Gymnasium Biel-Seeland und das Gymnase français führen gemeinsam drei bis vier zweisprachige gymnasiale Klassen. Die Hälfte der Fächer werden in der andern Sprache durch muttersprachliche Lehrkräfte erteilt. Die Maturitätsprüfungen werden in der Sprache abgelegt, in der die Prüfungsfächer unterrichtet worden sind. Der Maturitätsausweis ist eidgenössisch anerkannt und trägt den Vermerk «Zweisprachige Maturität: deutsch – französisch».

## Geschichte

### Deutsches Gymnasium Biel

Heutiger Standort um ca. 1900. Die Sporthalle steht heute am Ort des Gebäudes in der Bildmitte, die übrigen Gebäude auf der rechten Seite der Schüss.

Der Bau eines neuen Gymnasiums auf dem Strandboden wurde 1971 vom Bieler Stadtrat gutgeheissen. Nach Plänen des Architekten Max Schlup wurde zwischen 1975 und 1982 ein Gebäudekomplex mit drei Unterrichtsgebäuden sowie eine Sporthalle gebaut, der 2015 wegen des schlechten baulichen Zustands teilweise ersetzt und generalsaniert wurde.
Das deutschsprachige Bieler Gymnasium erhält von seinen Abgängern während ihres Studiums heute gute Noten. Politische Bildung und Kultur sind Schwerpunkte.

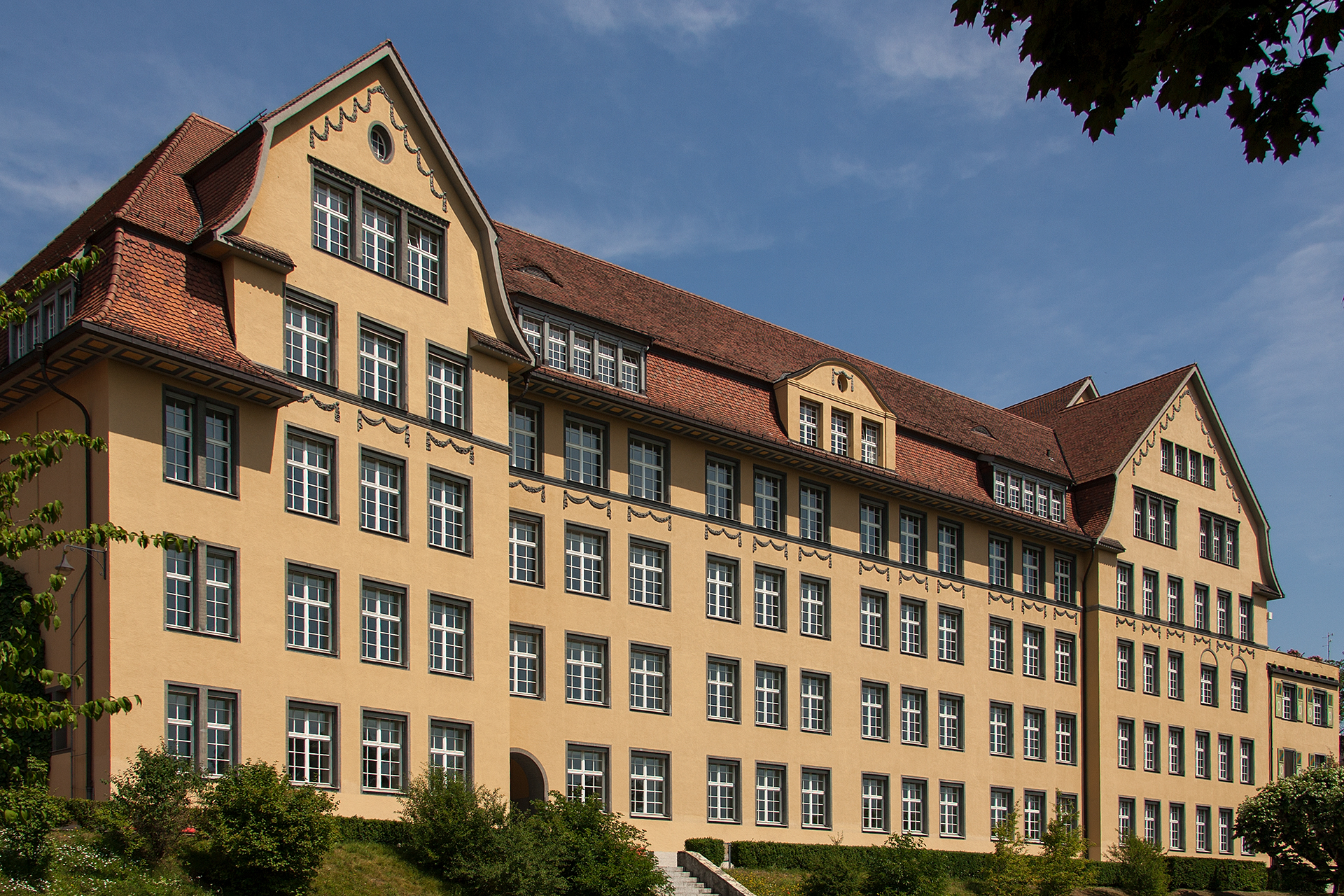
Das ehemalige Gymnasium Alpenstrasse (erbaut 1908–1910)

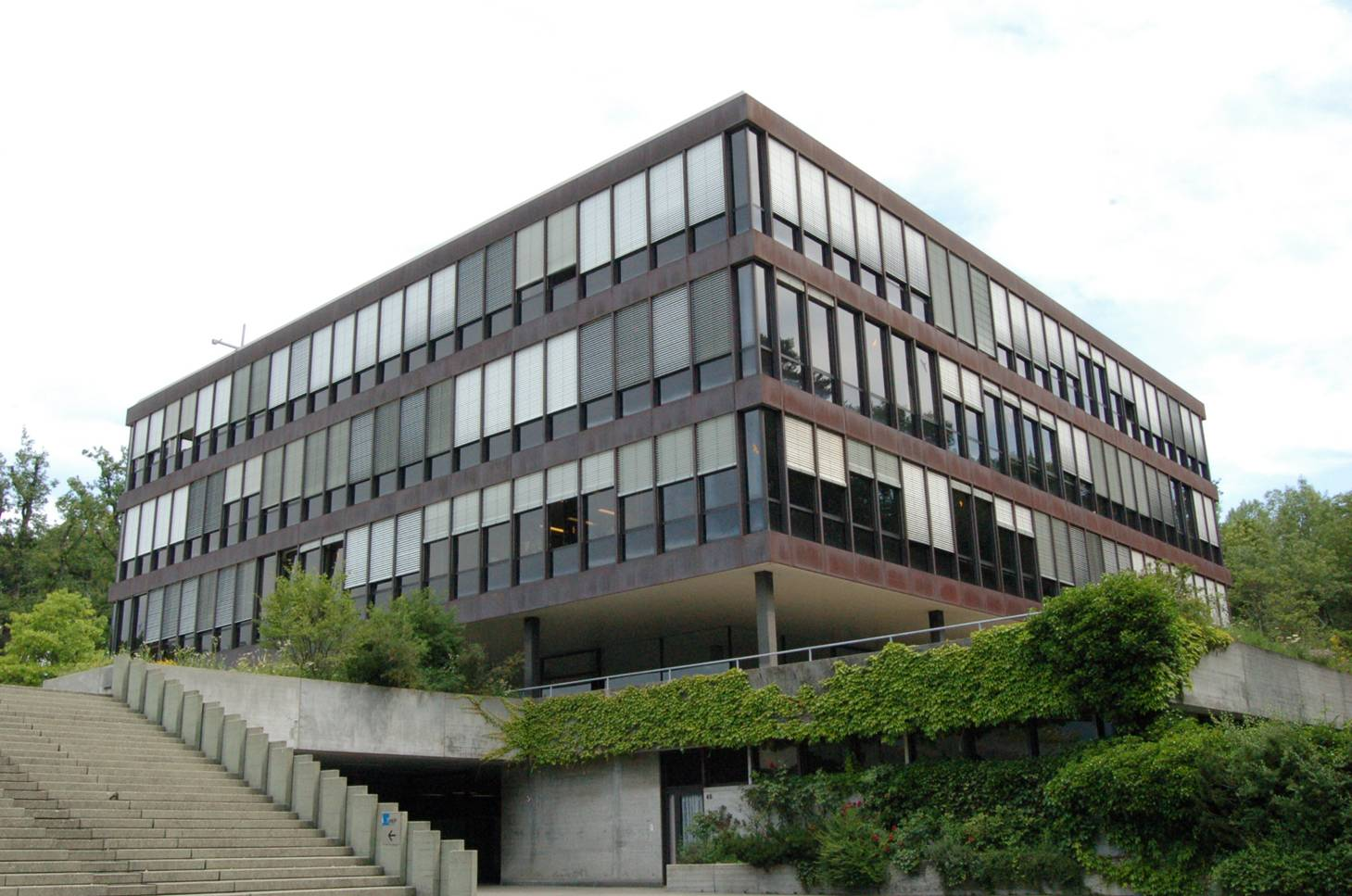
Das ehemalige Gymnasium Linde (erbaut 1973–1975 als Staatliches Seminar), heute Pädagogische Hochschule

### Fusionen
Im Jahr 2005 haben sich das Gymnasium Linde Biel und das Deutsche Gymnasium Biel zusammengeschlossen. Einen Namen bekam die Schule erst 2006: Seeland Gymnasium Biel. 2014 fand eine zweite Fusion statt, die aus dem Seeland Gymnasium Biel und dem Gymnasium Alpenstrasse das Gymnasium Biel-Seeland schuf. Rektor ist seit August 2005 Leonhard Cadetg.
Schon vor der ersten Fusion hat der Regierungsrat sich für die Konzentration der gymnasialen Bildung in Biel-West ausgesprochen. Es dauerte aber mehr als zehn Jahre, bis mit der Sanierung und Erweiterung der Schulanlage Strandboden begonnen werden konnte. Diese Arbeiten und die Fusion wurde im Sommer 2016 abgeschlossen. Allerdings wird die demographische Entwicklung und die Aufgabe des Standorts Alpenstrasse in den 2020er-Jahren eine nächste Erweiterungsetappe unumgänglich machen.

## Bekannte Abgänger
Die nachfolgende Liste vermittelt eine Übersicht über bekannte Abgänger des Gymnasiums Biel-Seeland bzw. dessen Vorgängerinstitutionen oder angeschlossene Schulen. Die Liste erhebt keinen Anspruch auf Vollständigkeit.
- Johann Heinrich Heim (1802–1876) – Politiker und Arzt, Nationalrat (1848–1851)
- Johann Peter Romang (1802–1875) – evangelischer Geistlicher, Theologe und Hochschullehrer
- Gottfried Scholl (1803–1865) – Offizier in neapolitanischen Diensten, Gemeinderat der Stadt Biel, Grossrat des Kantons Bern
- Cäsar Adolf Blösch (1804–1863) – Mediziner, Politiker und Autor
- Eduard Blösch (1807–1866) – Grossrat, Landammann (Präsident des Grossen Rates) und Regierungsrat des Kantons Bern, Stände- und Nationalrat, Bundesrichter, Oberst, Oberauditor der Armee
- Friedrich Miescher-His (1811–1887) – Professor für Anatomie und Physiologie
- Ulrich Ochsenbein (1811–1890) – Offizier, Grossrat und Regierungsrat des Kantons Bern, Präsident der Verfassungskommission für die Ausarbeitung der Bundesverfassung von 1848, Bundesrat (1848–1854)
- Eduard Lanz (1886–1972) – Architekt
- Ernst Flückiger (1890–1969) – Schuldirektor, Heimatforscher und Bühnenautor
- Werner Lüthi (1892–1955) – Jurist, Bundesanwalt (1949–1955)
- Roland Kuhn (1912–2005) – Psychiater
- Laure Wyss (1913–2002) – Schriftstellerin
- Rudolf Gnägi (1917–1985) – Jurist, Bundesrat (1965–1979), Bundespräsident (1971 und 1976)
- Maurice Edmond Müller (1918–2009) – Orthopäde und Chirurg
- Klaus Jacobi (1929–2004) – Schweizer Botschafter in Washington (1984–1989), Staatssekretär des Eidgenössischen Departements für auswärtige Angelegenheiten (1989–1992)
- Jack Heuer (* 1932) – Unternehmer in der Uhrenbranche (TAG Heuer)
- Kurt Wüthrich (* 1938) – Nobelpreisträger für Chemie
- Roland Ris (* 1939) – Germanist, Professor für deutsche Sprache und Literatur, Präsident der Schweizerischen Akademie der Geistes- und Sozialwissenschaften (1998–2004)
- Kaspar Heinrich Spinner (* 1941) – Germanist und Didaktiker für Deutsch, Professor
- Jean Zumstein (* 1944) – evangelischer Theologe, Professor für neutestamentliche Wissenschaft, Präsident der Studiorum Novi Testamenti Societas (2018)
- Peter Rothenbühler (* 1948) – Journalist, Kolumnist und Buchautor
- Kathrin Utz Tremp (* 1950) – Historikerin
- Hans Stöckli (* 1952) – Bieler Stadtpräsident (1990–2010), Nationalrat (2004–2011) und Ständerat (2011–2023), Ständeratspräsident (2019/2020)
- Christine Beerli (* 1953) – Politikerin und Rechtsanwältin, Ständerätin (1991–2003), Vizepräsidentin des IKRK (2008–2018)
- Matthias Zschokke (* 1954) – Schriftsteller und Filmemacher
- Philippe Perrenoud (* 1955) – Politiker und Arzt, Regierungsrat (2006–2016) und Regierungspräsident (2010/2011) des Kantons Bern
- Daniel Koch (* 1955) – Arzt, Leiter der Abteilung «Übertragbare Krankheiten» beim Bundesamt für Gesundheit (2008–2020), Delegierter des BAG für COVID-19
- Thomas Weibel (* 1962) – Journalist, Autor und Dozent
- Thomas Jordan (* 1963) – Ökonom, Präsident des Direktoriums der Schweizerischen Nationalbank (2012–2024)
- Lorenz Hurni  (* 1963) – Professor für Kartografie
- Frank Bangerter (* 1963) – Bischof der Christkatholischen Kirche der Schweiz (seit 2024)
- Andreas Rickenbacher (* 1968) – Politiker und Unternehmer, Regierungsrat (2006–2016) und Regierungspräsident (2012/2013) des Kantons Bern
- Sascha Ruefer (* 1972) – Fernsehmoderator
- Mario Torriani (* 1976) – Journalist, Radio- und Fernsehmoderator
- Pascal Renfer (* 1977) – Fussballspieler
- Franziska Schutzbach (* 1978) – Soziologin
- Salvador Atasoy (* 1978) – Soziologe und Journalist
- Simon Baumann (* 1979) – Filmemacher
- Ramona Fuhrer (* 1979) – Eishockeyspielerin
- Bastien Girod (* 1980) – Nationalrat der Grünen (2007–2024)
- Cécile Bähler (* 1981) – Fernsehmoderatorin
- Andreas Stöckli (* 1982) – Professor für Staats- und Verwaltungsrecht
- Nicole Büchler (* 1983) – Leichtathletin
- Patrick von Gunten (* 1985) – Eishockeyspieler
- Claudia Lenzi (* 1985)  – Schauspielerin
- Ariella Kaeslin (* 1987) – Kunstturnerin
- Gaëtan Haas (* 1992) – Eishockeyspieler
- Tom Bohli (* 1994) – Radrennfahrer
- Giulia Steingruber (* 1994) – Kunstturnerin